# Savinka (Oblast' di Leningrado)
Savinka (in lingua russa Савинка) è una città dell'Oblast' di Leningrado, in Russia. Il villaggio, che è un selo, è bagnato dal fiume Ojat', affluente dello Svir'.